# Wólka Prusicka (gromada)
Wólka Prusicka – dawna gromada, czyli najmniejsza jednostka podziału terytorialnego Polskiej Rzeczypospolitej Ludowej w latach 1954–1972.
Gromady, z gromadzkimi radami narodowymi (GRN) jako organami władzy najniższego stopnia na wsi, funkcjonowały od reformy reorganizującej administrację wiejską przeprowadzonej jesienią 1954 do momentu ich zniesienia z dniem 1 stycznia 1973, tym samym wypierając organizację gminną w latach 1954–1972.
Gromadę Wólka Prusicka siedzibą GRN w Wólce Prusickiej utworzono – jako jedną z 8759 gromad na obszarze Polski – w powiecie radomszczańskim w woj. łódzkim, na mocy uchwały nr 36/54 WRN w Łodzi z dnia 4 października 1954. W skład jednostki weszły obszary dotychczasowych gromad Kuźnica i Wólka Prusicka oraz przysiółek Orczuchy, przysiółek Płaczki i wieś Trzebca z dotychczasowej gromady Łążek ze zniesionej gminy Brzeźnica w tymże powiecie. Dla gromady ustalono 16 członków gromadzkiej rady narodowej.
1 stycznia 1956 gromada weszła w skład nowo utworzonego powiatu pajęczańskiego w tymże województwie.
31 grudnia 1959 do gromady Wólka Prusicka przyłączono obszar zniesionej gromady Prusicko.
Gromada przetrwała do końca 1972 roku, czyli do kolejnej reformy gminnej.